# 鲜花饼

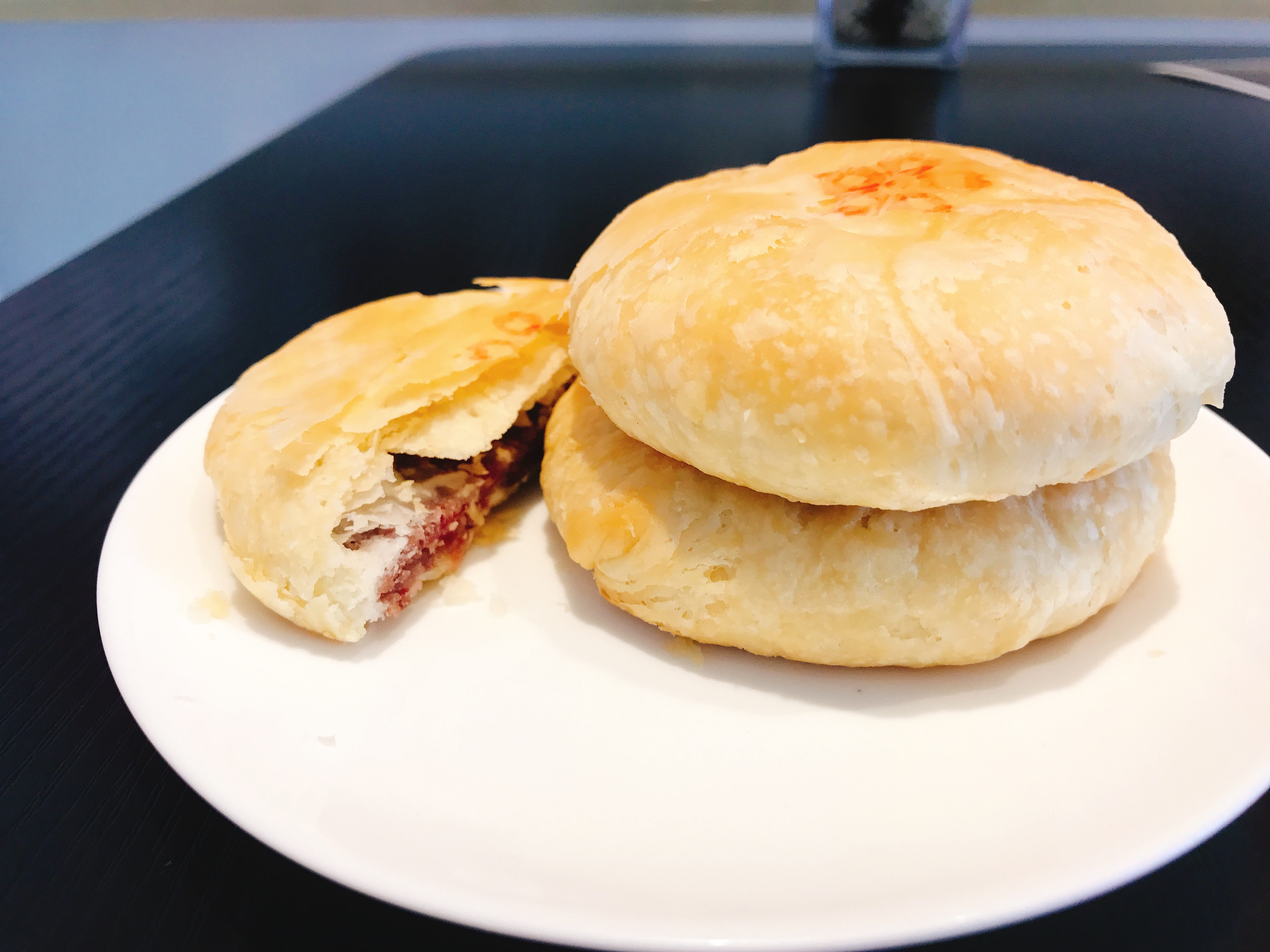
云南玫瑰鲜花饼

鲜花饼是一种以食用花卉（主要为食用玫瑰花）入馅的酥饼，为中国传统糕点，以酥脆爽口、花香沁心而著称。
鲜花饼的历史可追溯到清朝，据晚清《燕京岁时录》记载：“四月以玫瑰花为之者，谓之玫瑰饼。以藤萝花为之者，谓之藤萝饼。皆应时之食物也。”当时作为宫廷御点的玫瑰花饼深得乾隆帝的喜爱。包括承德、西安、成都在内的中国许多地方都有制作鲜花饼的传统，现今尤以云南特产的鲜花饼为知名。其中云南嘉华饼屋生产的“嘉华鲜花饼”占据了市场上半数以上的份额，其他生产鲜花饼的糕点店还包括桂美轩、多柏思、好利来、面包工坊等。